# Mikael Nalbandian
Mikael Nalbandian (Միքայել Նալբանդյան em Armênio, pronúncia alternativa: Mikayel Nalpantian, Miqayel Nalbandyan) (14) novembro 1829 – 31 março (12 abril) 1866) foi um escritor armênio que dominou a literatura armênia no século XIX.